# The Silent Corner and the Empty Stage
The Silent Corner and the Empty Stage (Februar 1974) ist Peter Hammills drittes Soloalbum. Wie schon auf dem vorherigen Album Chameleon in the Shadow of the Night nahm Hammill einen Teil der Stücke im Alleingang in seinem privaten Studio Sofa Sound auf; der Rest entstand mit Hilfe seiner ehemaligen Van-der-Graaf-Generator-Kollegen, darunter das epische A Louse Is Not a Home, das er ursprünglich 1972 für diese Band geschrieben hatte und das nach deren Reformation 1974 in ihr Live-Repertoire übernommen wurde.
Auf dem Song Red Shift spielte außerdem der Gitarrist Randy California der amerikanischen Band Spirit.

## Titelliste
Seite 1
1. Modern 7'28" — cities
2. Wilhelmina 5'17" — children
3. The Lie (Bernini's St. Theresa) 5'40" — religion/sex
4. Forsaken Gardens 6'15" — loss & hope

Seite 2
1. Red Shift 8'11" — scientific alienation
2. Rubicon 4'11" — choice
3. A Louse Is Not a Home 12'13" — search…/?

Red Shift erschien in einer leicht veränderten Version auch als Single, allerdings nur in Italien.
Der 2006 erschienene CD-Remaster enthält außerdem drei Bonustitel: eine Live-Version von The Lie von 1978 sowie 1974 für die BBC aufgenommene Versionen von Rubicon und Red Shift.